# A Song for All Seasons
Albums de Renaissance
Novella
(1977) Azure d'Or
(1979)
A Song for All Seasons est le huitième album studio du groupe rock progressif britannique Renaissance, sorti en 1978.

## Pochette
La pochette de l'album a été réalisée par Hipgnosis comme celle des albums Turn of the Cards et Scheherazade and Other Stories.

## Titres

### Face 1
1. Opening Out (Camp, Dunford) – 4:15
2. Day of the Dreamer (Camp, Dunford) – 9:45
3. Closer than Yesterday (Camp, Dunford) – 3:18
4. Kindness (At the End) (Camp) – 4:48

### Face 2
1. Back Home Once Again (Camp, Dunford) – 3:16
2. She Is Love (Dunford, Thatcher) – 4:12
3. Northern Lights (Dunford, Thatcher) – 4:06
4. A Song for All Seasons (Camp, Dunford, Sullivan, Thatcher, Tout) – 10:56

## Musiciens
- Annie Haslam : chant sur (1–3, 5, 7, 8)
- Michael Dunford : guitares 6 et 12 cordes acoustiques, guitare électrique
- Jon Camp : basse, Pédale basse Moog Taurus, guitare électrique, chant sur (4, 6)
- John Tout : claviers
- Terence Sullivan : batterie, percussions

## Musiciens additionnels
- Royal Philharmonic Orchestra : orchestrations
- Harry Rabinowitz : arrangements sur (6), direction de l'orchestre
- Louis Clark : arrangements orchestraux